# Fußball-Weltmeisterschaft 1950
Die Endrunde der Fußball-Weltmeisterschaft 1950 (portugiesisch Copa do Mundo FIFA) war die vierte Ausspielung des bedeutendsten Turniers für Fußball-Nationalmannschaften und wurde vom 24. Juni bis zum 16. Juli 1950 in Brasilien ausgetragen. Es war die erste Fußball-WM nach dem Zweiten Weltkrieg (1939–1945). Dreizehn Mannschaften nahmen teil, nachdem mehrere Verbände abgesagt hatten. Der DFB war noch nicht wieder in die FIFA aufgenommen, Österreich zog seine Bewerbung vor Beginn der Qualifikation zurück. Einziger Teilnehmer aus dem deutschsprachigen Raum war die Schweiz.
Brasilien hatte im Gegensatz zu europäischen Ländern kaum unter dem Zweiten Weltkrieg gelitten. Der Fußballbetrieb war praktisch ungestört weiter gelaufen, und die Brasilianer konnten auf eine große Zahl talentierter Spieler zurückgreifen. Daher galt der Gastgeber zusammen mit England als Favorit. Weltmeister wurde aber zum zweiten Mal Uruguay, das Brasilien im entscheidenden letzten Spiel der Finalgruppe bezwang.

## Planung, Bewerbung und Vergabe
Die vierte Weltmeisterschaft war gemäß dem Vierjahresturnus zunächst für 1942 geplant, wurde aber wegen des Zweiten Weltkriegs verschoben. Beim ersten Kongress der FIFA nach dem Krieg im Jahr 1946 war Brasilien der einzige Bewerber auf die Ausrichtung des Turniers, das zunächst für 1949 geplant war und aus organisatorischen Gründen schließlich auf 1950 verlegt wurde. Brasilien investierte für heutige Verhältnisse rund 290 Millionen US-Dollar in neue Stadien, von denen etwa 277 Millionen US-Dollar in den Bau des neuen Maracanã-Stadion investiert wurden.

## Spielorte
Die Spiele wurden in Stadien sechs brasilianischer Städte ausgetragen. Die Brasilianer traten durchgehend – mit einer Ausnahme – im noch nicht ganz fertiggestellten Maracanã-Stadion in Rio de Janeiro an, das eigens für diese Weltmeisterschaft errichtet wurde und damals fast 200.000 Zuschauer fasste.
| Stadt          | Stadionname*                                       | Kapazität* | Spiele | Gesamtzuschauerzahl | Schnitt | Spiel mit den meisten Zuschauern         | Spiel mit den wenigsten Zuschauern    |
| -------------- | -------------------------------------------------- | ---------- | ------ | ------------------- | ------- | ---------------------------------------- | ------------------------------------- |
| Belo Horizonte | Estádio Sete de Setembro (Estádio Independência)   | 25.000     | 3      | 22.771              | 7.590   | USA – England (Vorrunde) 10.151          | Uruguay – Bolivien (Vorrunde) 5.284   |
| Curitiba       | Estádio Durival Britto e Silva (Vila Capanema)     | 20.000     | 2      | 17.414              | 8.707   | Spanien – USA (Vorrunde) 9.511           | Schweden – Paraguay (Vorrunde) 7.903  |
| Porto Alegre   | Estádio Ildo Meneghetti (Estádio dos Eucaliptos)   | 25.000     | 2      | 14.658              | 7.329   | Jugoslawien – Mexiko (Vorrunde) 11.078   | Schweiz – Mexiko (Vorrunde) 3.580     |
| Recife         | Estádio Adelmar da Costa Carvalho (Ilha do Retiro) | 30.000     | 1      | 8.501               | 8.501   | Chile – USA (Vorrunde) 8.501             | Chile – USA (Vorrunde) 8.501          |
| Rio de Janeiro | Maracanã                                           | 183.000    | 8      | 813.541             | 101.693 | Uruguay – Brasilien (Finalrunde) 173.850 | Spanien – Chile (Vorrunde) 19.790     |
| São Paulo      | Estádio do Pacaembu                                | 70.000     | 6      | 168.361             | 28.060  | Uruguay – Spanien (Finalrunde) 44.802    | Uruguay – Schweden (Finalrunde) 7.987 |

Eröffnungsspiel des Maracanã-Stadions vor der WM 1950.

* Stand zum Zeitpunkt der Weltmeisterschaft 1950
| Recife |

| Belo Horizonte |

| Rio de Janeiro |

| São Paulo |

| Curitiba |

| Porto Alegre |

## Qualifikation
34 Länder meldeten sich zur vierten Fußball-Weltmeisterschaft an, die zum zweiten Mal nach 1930 in Südamerika stattfinden sollte. Der Gastgeber Brasilien und der Titelverteidiger Italien waren direkt qualifiziert. Die verbleibenden 14 Endrundenplätze wurden über Ausscheidungsspiele vergeben. Deutschland und Japan waren zu dem Zeitpunkt nicht Mitglied der FIFA und durften daher keine Mannschaften entsenden.
Die kontinentalen Qualifikationsturniere gerieten zu einer Farce, denn mehrere nationale Verbände nahmen ihr Startrecht nicht wahr. Dadurch war z. B. Indien für die Endrunde qualifiziert, ohne ein einziges Spiel absolviert zu haben. Indien sagte dennoch seine Teilnahme ab, weil Uneinigkeit über die Auswahl der Spieler herrschte, und weil nicht genug Zeit für Training zur Verfügung stand. Lange Zeit hielt sich das Gerücht, Indien habe wegen der Schuhpflicht abgesagt, die es den Spielern verbot, barfuß zu spielen. Auch Schottland und die Türkei reisten, obwohl qualifiziert, nicht nach Brasilien. Die freien Plätze wurden Frankreich und Portugal angeboten, aber beide verzichteten. Frankreich begründete seine Absage damit, dass es Gruppenspiele an Orten hätte austragen müssen, die 3.000 Kilometer voneinander entfernt waren. Letztlich nahmen nur 13 Länder an der Endrunde teil, darunter erstmals England. Die Engländer hatten die WM-Turniere bis dahin ignoriert und sahen sich nach ihrem Sieg gegen Weltmeister Italien in der „Schlacht von Highbury“ 1934 als einzig legitimen Weltmeister.

### Teilnehmer
Folgende Mannschaften waren für die WM-Endrunde 1950 qualifiziert:

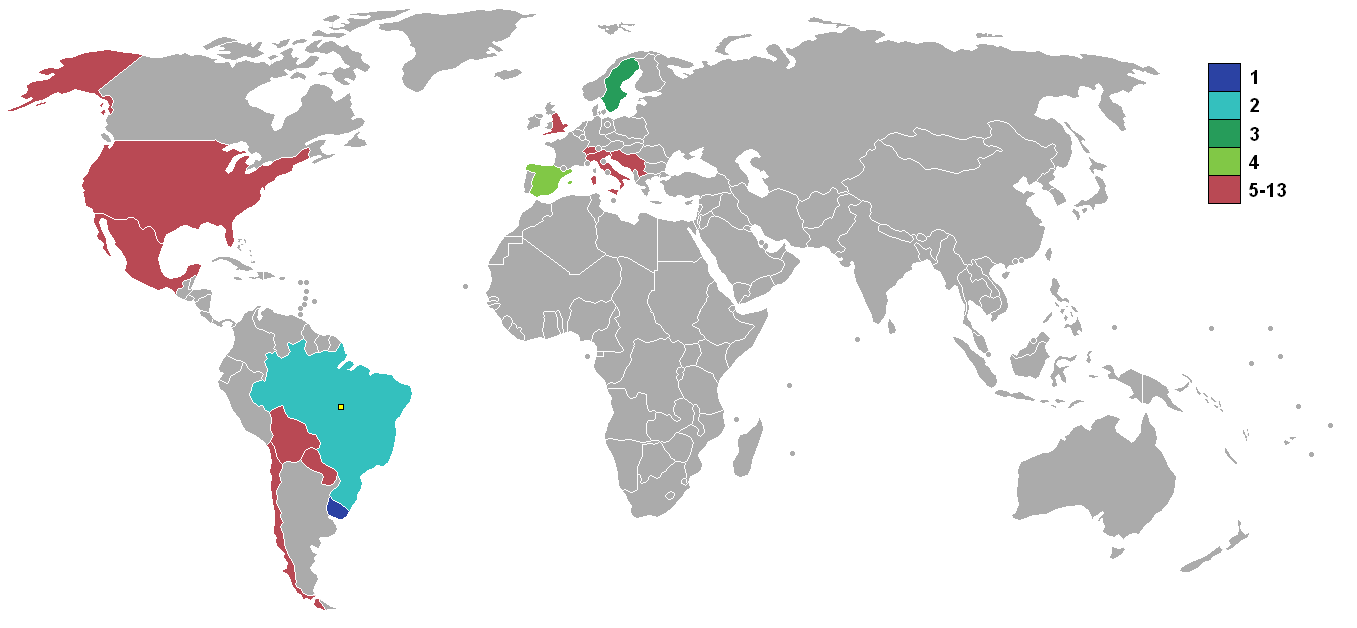
Weltkarte der Teilnehmer und deren Endrundenplatzierung

| 8 aus Europa                               | England  | Italien   | Jugoslawien  | Schweden |
|                                            | Schweiz  | Spanien   | Schottland * | Türkei * |
| 5 aus Südamerika                           | Bolivien | Brasilien | Chile        | Paraguay |
|                                            | Uruguay  |           |              |          |
| 2 aus Nord-, Mittelamerika und der Karibik | Mexiko   | USA       |              |          |
| 1 aus Asien                                | Indien * |           |              |          |

* auf Start verzichtet

## Modus
Ursprünglich war, wie bei der WM 1938, ein K.-o.-System geplant. Dagegen protestierte allerdings der brasilianische Verband, der möglichst viele Spiele wollte, weil damals die meisten Einnahmen direkt durch den Verkauf von Eintrittskarten erzielt wurden. So wurde die Endrunde in zwei Gruppenphasen ausgetragen. In der ersten Gruppenphase sollte es vier Vierergruppen geben. Deren Erstplatzierte spielten in der zweiten Gruppenphase jeder gegen jeden um den Weltmeistertitel. Dieser Modus war einmalig in der Geschichte der Fußball-Weltmeisterschaft.
Trotz der Absage von drei Mannschaften wurde der Modus beibehalten. Zwar gab es nur noch zwei Vierergruppen, eine Dreiergruppe und eine Zweierpaarung, aber dennoch waren es immerhin 16 Spiele (statt 24) in der ersten Gruppenphase, darunter drei mit Beteiligung des Gastgebers. Von brasilianischer Seite wurde später bemängelt, dass das entscheidende Spiel gegen Uruguay ihr sechstes war, für den späteren Weltmeister dagegen erst das vierte.
| Gruppe 1    | Gruppe 2 | Gruppe 3  | Gruppe 4      |
| ----------- | -------- | --------- | ------------- |
| Brasilien   | Chile    | Italien   | Bolivien      |
| Jugoslawien | England  | Paraguay  | Uruguay       |
| Mexiko      | Spanien  | Schweden  | ( Schottland) |
| Schweiz     | USA      | ( Indien) | ( Türkei)     |

Informationen zu den einzelnen Gruppen und Kadern der Mannschaften bei Klick auf den jeweiligen Link.

## Vorrunde
Brasilien hatte wenig Mühe, seine Gruppe zu gewinnen. Eine Sensation war dagegen die Niederlage Englands gegen die USA in Gruppe 2. Obwohl die Briten mit all ihren starken Spielern antraten, verloren sie 0:1 gegen die Amateurfußballer aus Nordamerika. Das Siegtor für die USA schoss der aus Haiti stammende Student Joseph Gaetjens. Mitfavorit England verlor danach auch das Spiel gegen Spanien und schied schon in der Vorrunde aus. Spanien kam als Gruppenerster weiter.
In der Dreiergruppe konnte sich Schweden gegen den Titelverteidiger Italien durchsetzen, der nach dem Verlust vieler Nationalspieler ein Jahr zuvor beim Flugunfall von Superga massiv geschwächt war. Uruguay brauchte nur ein Spiel zu bestreiten und bezwang Bolivien mit 8:0.

### Gruppe 1
| Pl. | Land        | Sp. | S | U | N | Tore    | Diff. | Punkte |
| --- | ----------- | --- | - | - | - | ------- | ----- | ------ |
| 1.  | Brasilien   | 3   | 2 | 1 | 0 | 008:200 | +6    | 05:10  |
| 2.  | Jugoslawien | 3   | 2 | 0 | 1 | 007:300 | +4    | 04:20  |
| 3.  | Schweiz     | 3   | 1 | 1 | 1 | 004:600 | −2    | 03:30  |
| 4.  | Mexiko      | 3   | 0 | 0 | 3 | 002:100 | −8    | 0:60   |

|                                                              |   |             |           |
| 24. Juni 1950 um 15:00 Uhr (19:00 Uhr MEZ) in Rio de Janeiro |   |             |           |
| Brasilien                                                    | – | Mexiko      | 4:0 (1:0) |
| 25. Juni 1950 um 15:00 Uhr (19:00 Uhr MEZ) in Belo Horizonte |   |             |           |
| Jugoslawien                                                  | – | Schweiz     | 3:0 (0:0) |
| 28. Juni 1950 um 15:00 Uhr (19:00 Uhr MEZ) in São Paulo      |   |             |           |
| Brasilien                                                    | – | Schweiz     | 2:2 (2:1) |
| 28. Juni 1950 um 15:00 Uhr (19:00 Uhr MEZ) in Porto Alegre   |   |             |           |
| Jugoslawien                                                  | – | Mexiko      | 4:1 (2:0) |
| 1. Juli 1950 um 15:00 Uhr (19:00 Uhr MEZ) in Rio de Janeiro  |   |             |           |
| Brasilien                                                    | – | Jugoslawien | 2:0 (1:0) |
| 2. Juli 1950 um 15:40 Uhr (19:40 Uhr MEZ) in Porto Alegre    |   |             |           |
| Schweiz                                                      | – | Mexiko      | 2:1 (2:0) |

### Gruppe 2
| Pl. | Land    | Sp. | S | U | N | Tore    | Diff. | Punkte |
| --- | ------- | --- | - | - | - | ------- | ----- | ------ |
| 1.  | Spanien | 3   | 3 | 0 | 0 | 006:100 | +5    | 06:0   |
| 2.  | England | 3   | 1 | 0 | 2 | 002:200 | ±0    | 02:40  |
| 3.  | Chile   | 3   | 1 | 0 | 2 | 005:600 | −1    | 02:40  |
| 4.  | USA     | 3   | 1 | 0 | 2 | 004:800 | −4    | 02:40  |

|                                                              |   |         |           |
| 25. Juni 1950 um 15:00 Uhr (19:00 Uhr MEZ) in Rio de Janeiro |   |         |           |
| Chile                                                        | – | England | 0:2 (0:1) |
| 25. Juni 1950 um 15:00 Uhr (19:00 Uhr MEZ) in Curitiba       |   |         |           |
| USA                                                          | – | Spanien | 1:3 (1:0) |
| 29. Juni 1950 um 15:00 Uhr (19:00 Uhr MEZ) in Belo Horizonte |   |         |           |
| USA                                                          | – | England | 1:0 (1:0) |
| 29. Juni 1950 um 15:00 Uhr (19:00 Uhr MEZ) in Rio de Janeiro |   |         |           |
| Chile                                                        | – | Spanien | 0:2 (0:2) |
| 2. Juli 1950 um 15:00 Uhr (19:00 Uhr MEZ) in Rio de Janeiro  |   |         |           |
| England                                                      | – | Spanien | 0:1 (0:0) |
| 2. Juli 1950 um 15:00 Uhr (19:00 Uhr MEZ) in Recife          |   |         |           |
| Chile                                                        | – | USA     | 5:2 (2:0) |

### Gruppe 3
| Pl. | Land     | Sp. | S | U | N | Tore    | Diff. | Punkte |
| --- | -------- | --- | - | - | - | ------- | ----- | ------ |
| 1.  | Schweden | 2   | 1 | 1 | 0 | 005:400 | +1    | 03:10  |
| 2.  | Italien  | 2   | 1 | 0 | 1 | 004:300 | +1    | 02:20  |
| 3.  | Paraguay | 2   | 0 | 1 | 1 | 002:400 | −2    | 01:30  |

|                                                         |   |          |           |
| 25. Juni 1950 um 15:00 Uhr (19:00 Uhr MEZ) in São Paulo |   |          |           |
| Schweden                                                | – | Italien  | 3:2 (2:1) |
| 29. Juni 1950 um 15:30 Uhr (19:30 Uhr MEZ) in Curitiba  |   |          |           |
| Paraguay                                                | – | Schweden | 2:2 (1:2) |
| 2. Juli 1950 um 15:00 Uhr (19:00 Uhr MEZ) in São Paulo  |   |          |           |
| Paraguay                                                | – | Italien  | 0:2 (0:1) |

Indien zog sich vor Wettbewerbsbeginn zurück.

### Gruppe 4
| Pl. | Land     | Sp. | S | U | N | Tore    | Diff. | Punkte |
| --- | -------- | --- | - | - | - | ------- | ----- | ------ |
| 1.  | Uruguay  | 1   | 1 | 0 | 0 | 008:000 | +8    | 02:0   |
| 2.  | Bolivien | 1   | 0 | 0 | 1 | 000:800 | −8    | 0:20   |

|                                                             |   |          |           |
| 2. Juli 1950 um 15:00 Uhr (19:00 Uhr MEZ) in Belo Horizonte |   |          |           |
| Uruguay                                                     | – | Bolivien | 8:0 (4:0) |

Schottland und die Türkei zogen sich vor Wettbewerbsbeginn zurück.
Auch die Ersatzkandidaten Frankreich und Portugal verzichteten.

## Finalrunde
| Pl. | Land      | Sp. | S | U | N | Tore    | Diff. | Punkte |
| --- | --------- | --- | - | - | - | ------- | ----- | ------ |
| 1.  | Uruguay   | 3   | 2 | 1 | 0 | 007:500 | +2    | 05:10  |
| 2.  | Brasilien | 3   | 2 | 0 | 1 | 014:400 | +10   | 04:20  |
| 3.  | Schweden  | 3   | 1 | 0 | 2 | 006:110 | −5    | 02:40  |
| 4.  | Spanien   | 3   | 0 | 1 | 2 | 004:110 | −7    | 01:50  |

|                                                              |   |          |           |
| 9. Juli 1950 um 15:00 Uhr (19:00 Uhr MEZ) in Rio de Janeiro  |   |          |           |
| Brasilien                                                    | – | Schweden | 7:1 (3:0) |
| 9. Juli 1950 um 15:00 Uhr (19:00 Uhr MEZ) in São Paulo       |   |          |           |
| Uruguay                                                      | – | Spanien  | 2:2 (1:2) |
| 13. Juli 1950 um 15:00 Uhr (19:00 Uhr MEZ) in Rio de Janeiro |   |          |           |
| Brasilien                                                    | – | Spanien  | 6:1 (3:0) |
| 13. Juli 1950 um 15:00 Uhr (19:00 Uhr MEZ) in São Paulo      |   |          |           |
| Uruguay                                                      | – | Schweden | 3:2 (1:2) |
| 16. Juli 1950 um 15:00 Uhr (19:00 Uhr MEZ) in São Paulo      |   |          |           |
| Spanien                                                      | – | Schweden | 1:3 (0:2) |
| 16. Juli 1950 um 15:00 Uhr (19:00 Uhr MEZ) in Rio de Janeiro |   |          |           |
| Brasilien                                                    | – | Uruguay  | 1:2 (0:0) |

Die Gruppensieger Brasilien, Spanien, Schweden und Uruguay spielten in der Finalrunde jeder gegen jeden um den Titel. Brasilien gewann die ersten beiden Spiele hoch (für Schweden und Spanien waren diese Niederlagen die bis dahin höchsten bei einer WM) und sah bereits wie der neue Weltmeister aus, weil im letzten Spiel gegen das anfangs nicht überzeugende Uruguay ein Unentschieden reichen würde.
Das De-facto-Endspiel fand vor 200.000 Cariocas im Maracanã-Stadion in Rio de Janeiro statt. Es ging unter dem Namen Maracanaço in die Geschichte ein. Brasilien ging zunächst, kurz nach der Halbzeitpause, mit 1:0 in Führung. Mitte der zweiten Hälfte glich Uruguay aus. Zehn Minuten vor Schluss gelang Uruguay der entscheidende Treffer zum Sieg und zur Weltmeisterschaft. Die Pokalübergabe an die siegreiche Mannschaft aus Uruguay und ihren Kapitän Obdulio Varela nahm Jules Rimet in den Katakomben des Stadions vor, weil der französische FIFA-Präsident Ausschreitungen von Seiten enttäuschter brasilianischer Zuschauer befürchtete.
Das Spiel galt bis zur 1:7-Niederlage im Halbfinalspiel gegen Deutschland bei der zweiten Heim-WM Brasiliens 2014 als Tiefpunkt des brasilianischen Fußballs. Die bis zu diesem Tag weiße Spielkleidung der brasilianischen Nationalmannschaft wurde nicht mehr getragen. Die Hauptschuld wurde den Verteidigern Bigode und Juvenal Amarijo sowie Torhüter Barbosa gegeben. Barbosa wurde nie verziehen, dass er beim 1:2 von Alcides Ghiggia etwas unglücklich ausgesehen hatte. Noch als er 1993 ein Training der brasilianischen Nationalmannschaft besuchen wollte, wurde ihm der Zutritt mit der Begründung verwehrt, er könne Pech bringen.

## Weltmeistermannschaft
Uruguayische Fußballnationalmannschaft
Die Aufstellung im entscheidenden Spiel der Finalrunde:
Roque Máspoli, Matías González, Eusebio Tejera, Schubert Gambetta, Obdulio Varela , Víctor Rodríguez Andrade, Alcides Ghiggia, Julio Pérez, Oscar Míguez, Juan Schiaffino, Rubén Morán
Trainer: Juan López

## Torschützenliste (Endrunde)
| Rang | Spieler              | Tore |
| ---- | -------------------- | ---- |
| 1    | Ademir               | 9 1  |
| 2    | Óscar Omar Míguez    | 5    |
| 3    | Estanislao Basora    | 4    |
|      | Chico                | 4    |
|      | Alcides Ghiggia      | 4    |
|      | Zarra                | 4    |
| 7    | Karl-Erik Palmér     | 3    |
|      | Juan Schiaffino      | 3    |
|      | Stig Sundqvist       | 3    |
|      | Kosta Tomašević      | 3    |
| 11   | Sune Andersson       | 2    |
|      | Baltazar             | 2    |
|      | Željko Čajkovski     | 2    |
|      | Riccardo Carapellese | 2    |
|      | Atilio Cremaschi     | 2    |
|      | Jacques Fatton       | 2    |
|      | Silvestre Igoa       | 2    |
|      | Jair                 | 2    |
|      | Hasse Jeppson        | 2    |
|      | Zizinho              | 2    |

| Rang | Spieler            | Tore |
| ---- | ------------------ | ---- |
| 21   | Alfredo            | 1    |
|      | Friaça             | 1    |
|      | Maneca             | 1    |
|      | Andrés Prieto      | 1    |
|      | Fernando Riera     | 1    |
|      | George Robledo     | 1    |
|      | Wilf Mannion       | 1    |
|      | Stan Mortensen     | 1    |
|      | Ermes Muccinelli   | 1    |
|      | Egisto Pandolfini  | 1    |
|      | Stjepan Bobek      | 1    |
|      | Tihomir Ognjanov   | 1    |
|      | Horacio Casarín    | 1    |
|      | Héctor Ortiz       | 1    |
|      | Atilio López       | 1    |
|      | César López Fretes | 1    |
|      | Charles Antenen    | 1    |
|      | René Bader         | 1    |
|      | Bror Mellberg      | 1    |
|      | Julio Pérez        | 1    |
|      | Obdulio Varela     | 1    |
|      | Ernesto Vidal      | 1    |
|      | Joseph Gaetjens    | 1    |
|      | Joe Maca           | 1    |
|      | Gino Pariani       | 1    |
|      | Frank Wallace      | 1    |

## Eingesetzte Schiedsrichter
In Brasilien wurden 14 Schieds- und 11 zusätzliche Linienrichter aus 18 verschiedenen Verbänden für die 22 Spiele eingesetzt. Dabei überwogen mit 11 Referees, darunter allein 5 von der britischen Insel, die Europäer deutlich. Hinzu kamen noch 3 brasilianische Unparteiische. Bei den Linienrichtern kamen 5 aus Europa, 5 aus Südamerika und einer aus Nordamerika. Mit Eklind als Schiedsrichter und den Linienrichtern Beranek und de la Salle waren noch drei Akteure von der 1938er WM in Frankreich dabei. Einen Endspielschiedsrichter gab es mangels Finale in dem Sinne keinen, das entscheidende Spitzenspiel (später als Maracanaço bezeichnet) pfiff der Engländer George Reader.
| Name                 | Verband            | Anzahl der Spiele als | Anzahl der Spiele als | Platz- verweise | Anmerkung |
| Name                 | Verband            | SR                    | LR                    | Platz- verweise | Anmerkung |
| -------------------- | ------------------ | --------------------- | --------------------- | --------------- | --------- |
| Generoso Dattilo     | Italien            | 1                     | 3                     | 0               |           |
| Ivan Eklind          | Schweden           | 1                     | 1                     | 0               |           |
| Arthur Edward Ellis  | England            | 2                     | 1                     | 0               |           |
| Giovanni Galeati     | Italien            | 3                     | 1                     | 0               |           |
| Mário Gardelli       | Brasilien          | 1                     | 1                     | 0               |           |
| Mervyn Griffiths     | Wales              | 2                     | 1                     | 0               |           |
| Reg Leafe            | England            | 2                     | 0                     | 0               |           |
| Jean Lutz            | Schweiz            | 1                     | 2                     | 0               |           |
| Alberto Malcher      | Brasilien          | 1                     | 0                     | 0               |           |
| Karel van der Meer   | Niederlande        | 2                     | 1                     | 0               |           |
| George Mitchell      | Schottland         | 1                     | 3                     | 0               |           |
| George Reader        | England            | 3                     | 0                     | 0               |           |
| Mario Viana          | Brasilien          | 1                     | 1                     | 0               |           |
| Ramón Azón Roma      | Spanien            | 1                     | 0                     | 0               |           |
| Linienrichter        |                    |                       |                       |                 |           |
| Alfredo Alvarez      | Bolivien           | 0                     | 2                     | 0               |           |
| Alois Beranek        | Österreich         | 0                     | 3                     | 0               |           |
| Sergio Bustamante    | Chile              | 0                     | 2                     | 0               |           |
| José da Costa Vieira | Portugal           | 0                     | 3                     | 0               |           |
| Gunnar Dahlner       | Schweden           | 0                     | 3                     | 0               |           |
| Prudencio Garcia     | Vereinigte Staaten | 0                     | 4                     | 0               |           |
| Mario Ruben Heyen    | Paraguay           | 0                     | 1                     | 0               |           |
| Leo Lemešić          | Jugoslawien        | 0                     | 2                     | 0               |           |
| Esteban Marino       | Uruguay            | 0                     | 1                     | 0               |           |
| Cayetano de Nicola   | Paraguay           | 0                     | 2                     | 0               |           |
| Charles de la Salle  | Frankreich         | 0                     | 4                     | 0               |           |
| Carlos Tejada        | Mexiko             | 0                     | 1                     | 0               |           |
| Gesamt:              |                    | 22                    | 44                    | 0               |           |